# Musculus iliacus
De musculus iliacus of darmbeenspier  is een platte driehoekige spier die zich diep in het lichaam bevindt tussen de bovenkant van het dijbeen en de onderzijde van de wervelkolom. De functie van deze spier is onlosmakelijk verbonden met die van de musculus psoas major. Deze spieren zijn gedeeltelijk met elkaar vergroeid en worden ook gezamenlijk aangeduid als musculus iliopsoas.

musculus iliacus (rood)
Uitvergroting.